# Гримке, Анжелина
Анджелина Эмили Гримке Уэлд (англ. Angelina Emily Grimké Weld; 20 февраля 1805 — 26 октября 1879) — американская аболиционистка, политическая активистка, защитница прав женщин и сторонница женского избирательного движения. Она и её сестра Сара Мур Гримке — единственные белые южные женщины, ставшие первыми в этом деле. Сестры жили вместе, хотя Анджелина была замужем за лидером аболиционистов Теодор Уэлд.
Несмотря на то, что сестры выросли в Чарльстоне, Южная Каролина, Анджелина и Сара всю свою взрослую жизнь провели на севере США. Наибольшая известность Анджелины пришлась на период между 1835 годом, когда Уильям Ллойд Гаррисон опубликовал её письмо в своей газете против рабства The Liberator, и маем 1838 года, когда она выступила перед аболиционистами с враждебной, шумной толпой, бросающей камни, возле Пенсильванского холла. Очерки и выступления того периода были убедительными аргументами в пользу прекращения рабства и защиты прав женщин.
Основывая свои взгляды на теории естественных прав (изложенной в Декларации независимости), Конституции Соединенных Штатов, христианских верованиях в Библии и собственных детских воспоминаниях о жестоком рабстве и расизме на Юге, Гримке объявила несправедливостью отрицание свободы любому мужчине или женщине. Она особенно красноречиво говорила о проблеме расовых предрассудков. Когда в 1837 году ей предложили выступить перед смешанной аудиторией (мужчин и женщин), она и её сестра Сара яростно защищали право женщин выступать с речами и участвовать в политических дискуссиях.

## Биография
Гримке родился в Чарльстоне, Южная Каролина, в семье Джона Фошеро Гримке и Мэри Смит, оба происходили из богатых семейств плантаторов. Её отец был англиканским юристом, плантатором, политиком и судьей, ветераном войны за независимость и выдающимся членом Чарльстонского общества. Её мать Мэри была дочерью губернатора Южной Каролины Томаса Смита. Её родители владели плантацией и были крупными рабовладельцами. Анджелина была самой младшей из 14 детей. Её отец считал, что женщины должны подчиняться мужчинам, и давал образование только детям мужского пола, но мальчики делились знаниями с сестрами.
И Мэри, и Джон Гримке были решительными защитниками традиционных южных ценностей высшего сословия, которые требовало чарльстонское общество. Мэри не позволяла девочкам общаться вне установленных элитных социальных кругов, а Джон оставался рабовладельцем всю свою жизнь.
Юная Анджелина Гримке была очень близка со своей старшей сестрой, которая в возрасте 13 лет убедила своих родителей позволить ей быть крестной матерью Анджелины. Две сестры поддерживали тесные отношения на протяжении всей своей жизни и прожили вместе большую часть своей жизни, хотя и с несколькими короткими периодами разлуки. Даже в детстве Анджелина описывалась в семейных письмах и дневниках как самая самодовольная, любопытная и самоуверенная из всех её братьев и сестер. В своей биографии «Сестры Гримке из Южной Каролины» историк Герда Лернер пишет: «[Анджелине] никогда не приходило в голову, что она должна подчиняться высшему суждению своих родственников-мужчин или что кто-то может считать её неполноценной просто потому, что она девочка». Анджелина, в большей степени, чем её старшая сестра Сара, казалась от природы любознательной и откровенной, что часто оскорбляло её традиционную семью и друзей.
Когда в возрасте 13 лет настало время её конфирмации в Епископальной церкви, Анджелина отказалась принимать правила данной веры. Девушка любознательная и непокорная, она пришла к выводу, что не может с этим согласиться и не завершит церемонию конфирмации. Анджелина обратилась в пресвитерианскую веру в апреле 1826 года в возрасте 21 года. Анджелина была активным членом пресвитерианской церкви. Сторонница изучения Библии и межконфессионального образования, она вела уроки субботней школы, а также оказывала религиозные услуги рабам своей семьи — практика, которую её мать первоначально осуждала, но позже приняла участие. Гримке стала близким другом пастора её церкви (преподобный Уильям Макдауэлл). Макдауэлл был северянином, который ранее был пастором пресвитерианской церкви в Нью-Джерси. Гримке и МакДауэлл были ярыми противниками института рабства на том основании, что это была аморальная несовершенная система, нарушающая христианские законы и права человека. Однако, Макдауэлл выступал за терпение и молитву перед прямыми действиями и утверждал, что отмена рабства «создаст ещё худшее зло». Эта позиция была неприемлема для юной Анджелины. В 1829 году она обратилась к проблеме рабства на собрании в своей церкви и сказала, что все члены общины должны открыто осудить эту практику, но аудитория отклонила её предложение, ссылаясь на активное участие в их церковном обществе. К этому времени церковь смирилась с рабством, нашла библейское оправдание и побуждала хороших христианских рабовладельцев проявлять патернализм и улучшать обращение со своими рабами. Но Анджелина потеряла веру в ценности пресвитерианской церкви, и в 1829 году она была официально изгнана. При поддержке своей сестры Сары Анджелина приняла принципы квакерской веры. Сообщество квакеров в Чарльстоне было очень маленьким, и она быстро начала исправлять своих друзей и семью. Однако, учитывая её самоуверенный характер, её снисходительные комментарии о других, скорее оскорбляли, чем убеждали. Решив, что она не может бороться с рабством, живя на Юге среди белых рабовладельцев, она последовала за своей старшей сестрой Сарой в Филадельфию.
В мае 1838 года Анджелина вышла замуж за Теодора Уэлда. Они жили в Нью-Джерси с её сестрой Сарой и вырастили троих детей: Чарльза Стюарта (1839 г.), Теодора Гримке (1841 г.) и Сару Гримке Уэлд (1844 г.). Они зарабатывали на жизнь тем, что управляли двумя школами, последняя из которых находилась в утопической общине Раритан-Бей-Юнион. После окончания гражданской войны семья Гримке-Уэлд переехала в Гайд-парк, штат Массачусетс, где они провели свои последние годы. Анджелина и Сара были активными членами Ассоциации избирательного права женщин Массачусетса.
В Филадельфии сестры Гримке имели небольшой круг общения, из-за чего они были относительно невежественными в отношении некоторых политических вопросов и дебатов. Единственным периодическим изданием, которое они читали регулярно, был «Друг», еженедельная газета «Общества друзей», которая предоставляла лишь часть информации о текущих событиях и обсуждала их только в контексте квакерского сообщества, в котором они тогда состояли. Сестры в то время не знали таких событий, как дебаты Вебстера-Хейна и вето на Мэйсвилл-роуд, а также о спорных общественных деятелях, таких как Фрэнсис Райт и, следовательно, не были подвержены их влиянию.
Какое-то время в Филадельфии Анджелина жила со своей овдовевшей сестрой Анной Гримке Фрост. Молодую женщину поразило отсутствие возможностей для овдовевших женщин, которые в этот период ограничивались повторным браком. Как правило, женщины из высших слоев общества не работали вне дома. Осознавая важность образования, Анджелина решила стать учителем. Её мысли были направлены на обучение в Хартфордской женской семинарии, учреждения, основанного и управляемого её будущей противницей Кэтрин Бичер, но она решила остаться в Филадельфии.
Со временем она разочаровалась в том, что квакерское сообщество не участвует в современных дебатах о рабстве. В первые два десятилетия после революции её проповедники путешествовали по Югу, чтобы проповедовать отмену рабства, но возросший спрос на хлопок на внутреннем рынке на Юге закрыл эту надежду на свободу. Она стала читать больше аболиционистской литературы, включая периодические издания The Emancipator и The Liberator Уильяма Ллойда Гаррисона (в которых она позже будет опубликована). Сара и традиционные квакеры не одобряли интерес Анджелины к радикальному аболиционизму, но она все больше вовлекалась в это движение. Она начала посещать собрания и лекции по борьбе с рабством и в 1835 году присоединилась к недавно организованному Филадельфийскому женскому обществу по борьбе с рабством.
Осенью 1835 года начались волнения, когда скандальный аболиционист Джордж Томпсон выступил публично с речью. Уильям Ллойд Гаррисон написал статью в The Liberator в надежде успокоить восставшие массы. На Анджелину оказывала сильное влияние работа Гаррисона, и эта статья вдохновила её написать ему личное письмо по этому вопросу. В письме излагались её опасения и мнения по вопросам аболиционизма и насилия со стороны толпы, а также её личное восхищение Гаррисоном и его ценностями. Он был настолько впечатлен письмом Гримке, что опубликовал его в следующем выпуске «Освободителя», отметив её страсть, выразительный стиль письма и благородные идеи. Письмо дало Анджелине высокую репутацию среди многих аболиционистов, но его публикация оскорбила и вызвала споры на собрании ортодоксальных квакеров, которое открыто осудило такую радикальную активность, особенно со стороны женщины. Сара Гримке попросила свою сестру забрать письмо, опасаясь, что такая огласка отдалит её от квакерского сообщества. Анджелина, поначалу смущенная публикацией письма, отказалась. Позднее письмо было перепечатано в New York Evangelist и других аболиционистских газетах, а также включено в брошюру с Обращением Гаррисона к гражданам Бостона. В 1836 году Гримке написала «Обращение к христианским женщинам Юга», призывая южных женщин подать прошение в законодательные собрания штата и церковным чиновникам с просьбой положить конец рабству. Оно было опубликовано Американским обществом по борьбе с рабством. Ученые считают это высшей точкой социально-политической деятельности Гримке.
Осенью 1836 года сестры Гримке были приглашены в Нью-Йорк для участия в двухнедельной учебной конференции Американского общества борьбы с рабством. Они были единственными женщинами в группе. Там они встретили Теодора Уэлда, тренера и одного из ведущих агентов Общества. Следующей зимой сестрам было поручено выступать на женских собраниях и организовывать женские общества против рабства в районе Нью-Йорка и близлежащего Нью-Джерси. В мае 1837 года они вместе с ведущими аболиционистками из Бостона, Нью-Йорка и Филадельфии провели первую Конвенцию американских женщин против рабства, призванную распространить действия женщин против рабства на другие штаты. Сразу после этого конгресса сестры по приглашению Бостонского общества борьбы с рабством женщин отправились в Массачусетс. Сторонников отмены смертной казни Новой Англии обвинили в искажении и преувеличении реальности рабства, а сестер попросили рассказать о них по всей Новой Англии, так сказать, из первых уст. Практически с самого начала их встречи были открыты для мужчин. Хотя позже защитники утверждали, что сестры обращались к смешанной аудитории, поскольку что мужчины настаивали на своём приходе. Предполагалось, что их встречи были открыты для мужчин по преднамеренному замыслу, не только для того, чтобы донести своё послание до слушателей мужского и женского пола, но и как средство общения смешанной аудитории, с умыслом «установить новый порядок вещей», дав право голоса женщинам. Таким образом, помимо петиций, женщины нарушали общественные нравы, выступая публично. В ответ на конгресс конгрегационных служителей штата Массачусетс, собравшийся в конце июня, было издано пастырское письмо, осуждающее общественную работу женщин и призывающее местные церкви закрыть свои двери для презентаций сестер Гримке. Когда сестры выступали по всему Массачусетсу летом 1837 года, полемика по поводу общественной и политической работы женщин-аболиционистов вызвала растущую полемику по поводу прав и обязанностей женщин как внутри, так и за пределами движения против рабства. Анджелина ответила на письмо Кэтрин Бичер собственными открытыми письмами «Письма к Кэтрин Бичер», напечатанными сначала в журналах New England Spectator и The Liberator, а затем в виде книги в 1838 году. Сара Гримке написала «Письма о женской провинции», адресованные Мэри С. Паркер, которые сначала появились в Liberator, а затем были собраны в книгу. Письма Сары, адресованные президенту Бостонского общества борьбы с рабством женщин, которая вслед за пастырским письмом требовала, чтобы женщины-аболиционистки отказались от общественной работы, были решительной защитой права женщин и их обязанности участвовать на равных с мужчинами во всех сферах жизни.
В феврале 1838 года Анджелина обратилась к комитету Законодательного собрания штата Массачусетс, став первой женщиной в Соединённых Штатах, которая обратилась к законодательному органу. Она не только выступала против рабства, но и защищала право женщин на подачу петиций как морально-религиозный долг и как политическое право. Аболиционист Роберт Ф. Уолкут заявил, что «безмятежное, властное красноречие Анджелины Гримке привлекло внимание, обезоружило предрассудки и увлекло за собой слушателей».
17 мая 1838 года, через два дня после замужества, Анджелина выступила на собрании аболиционистов, поднимавшим проблемы рабства, в новом Пенсильванском зале в Филадельфии. Во время её речи, неуправляемая толпа за пределами зала становилась все более и более агрессивной, выкрикивая угрозы в адрес Анджелины и других присутствующих. Вместо того, чтобы останавливать свою речь, Анджелина обратилась к протестующим:
«Мужчины, братья и отцы — матери, дочери и сестры, что вы пришли посмотреть? Тростник, раскачиваемый ветром? Просто любопытство или глубокая симпатия к погибающему рабу собрали эту большую аудиторию? Эти голоса за пределами здания должны проснуться и вызвать наши самые горячие соболезнования. Обманутые существа! „Они не знают, что делают“. Они не знают, что подрывают свои права и собственное счастье, временное и вечное. Вы спросите: „При чём тут Север?“ Услышь это — послушай. Эти голоса говорят нам, что дух рабства здесь и что он был разбужен нашими речами и конвенциями об отмене рабства: ведь свобода на поверхности, она не мучается терзаниями от гнева, число её друзей увеличивается с каждым днем, собрания проводятся, привлекая новую аудиторию, чтобы изложить её добрые намерения и расширить её мирное королевство. Эта оппозиция показывает, что рабство сделало свою смертоносную работу в сердцах наших граждан.».
Мятежники за пределами здания начали кидать кирпичи и камни, разбивая окна зала. Анджелина продолжила речь, и после её завершения, группа аболиционисток, разных по расовому признаку, вышла из здания рука об руку. На следующий день Пенсильванский холл был разрушен в результате поджога. Анджелина была последним оратором в зале. Выступления Анджелины критиковали не только южных рабовладельцев, но и северян, которые молчаливо соблюдали статус-кво, покупая рабскую продукцию и эксплуатируя рабов посредством торговых и экономических обменов, которые они вели с рабовладельцами на Юге. Они встретили значительное сопротивление из-за того что Анджелина была женщиной, к тому же аболиционисткой.

## Основные сочинения
Двумя наиболее известными работами Гримке были её эссе «Обращение к христианским женщинам Юга» и серия писем Кэтрин Бичер.

#### «Обращение к христианским женщинам Юга» (1836 г.)
«Обращение к христианским женщинам Юга», опубликованное Американским обществом по борьбе с рабством, уникально, потому что это единственное письменное обращение, сделанное южанкой к другим южным женщинам относительно отмены рабства, написанное в надежде, что Южные женщины не устоят перед призывом одной из них. Стиль эссе очень личный по своему характеру, использует простой язык и твердые утверждения, чтобы передать её идеи. «Призыв» Гримке был широко распространен Американским обществом по борьбе с рабством и был встречен с большим одобрением радикальными аболиционистами. Однако он также был встречен с большой критикой в её бывшем сообществе квакеров и был публично сожжен в Южной Каролине.
Она приводит семь основных аргументов:
- Во-первых, рабство противоречит Декларации независимости;
- Во-вторых, рабство противоречит первой хартии прав человека, данной человеку в Библии;
- В-третьих, аргумент о том, что рабство было предсказано, не оправдывает рабовладельцев посягательства на естественные права другого человека;
- В-четвертых, что рабство никогда не должно было существовать при патриархальном устройстве;
- В-пятых, рабство никогда не существовало согласно еврейским библейским законам;
- В-шестых, рабство в Америке «превращает человека в вещь»;
- В-седьмых, это рабство противоречит учению Иисуса Христа и его апостолов.

Будучи глубоко верующим человеком, Гримке использовала верования христианской религии, чтобы выступить против рабства и с этой стороны:
«Разве Иисус не осуждал рабство? Давайте рассмотрим некоторые из его заповедей:
„Все, что хотите, чтобы люди делали с вами, так поступайте и вы с ними“, — пусть каждый рабовладелец применяет эти вопросы к своему сердцу. Готов ли я быть рабом? Готов ли я видеть свою жену рабом другого? Готов ли я видеть свою мать рабыней или отца, сестру или брата? Если нет, то, считая других рабами, я делаю то, чего не хотел бы делать со мной или любым родственником, который у меня есть, и тем самым я нарушил это золотое правило, которое мне было дано пройти». /«Обращение к христианским женщинам Юга» (1836 г.).
Пройдя через семиэтапный теологический аргумент против рабства, Гримке излагает причины, по которым её призыв был обращен преимущественно к южным женщинам. Она признает предсказуемое возражение: даже если южная женщина соглашается с тем, что рабство греховно, у неё нет законодательной власти для принятия изменений. На это Гримке отвечает, что у женщины четыре обязанности по этому поводу: читать, молиться, говорить и действовать. Хотя женщины не обладают политической властью для проведения изменений, она отмечает, что эти женщины являются «женами и матерями, сестрами и дочерями тех, кто это делает». Однако её видение было не таким простым, как то, что позже назовут «республиканским материнством». Она призывает женщин говорить и действовать в соответствии с их моральным неприятием рабства и терпеть любые преследования, которые могут возникнуть в результате. Она отвергает представление о том, что женщины слишком слабы, чтобы противостоять таким последствиям. Гримке предлагает видеть женщин, как наделенных полномочиями политических субъектах в вопросе рабства, даже не затрагивая вопрос об избирательном праве.
Гримке также заявляет в ответном письме Кэтрин Э. Бичер, что, по её мнению, является аболиционистским определением рабства: «Человек не может по праву считать своего ближнего своей собственностью. Поэтому мы утверждаем, что каждый рабовладелец — похититель людей; украсть человека — это ограбить его самого». Она повторяет хорошо известные принципы из Декларации независимости о равенстве людей. Гримке утверждает, что «мужчина есть мужчина, и как мужчина он имеет неотъемлемые права, среди которых право на личную свободу … Никакие обстоятельства не могут оправдать, что человек считает своего ближнего своей собственностью … он как собственность является аннигиляцией его прав на самого себя, что является фундаментом, на котором строятся все его другие права». Эссе также отражает пожизненный энтузиазм Гримке по поводу всеобщего образования женщин и рабов. В её Обращении подчеркивается важность обучения своих рабов или будущих работников: «Если [ваши рабы] останутся [на вашей работе], учите их, и пусть они познают общие отрасли английского образования; у них есть умы и эти умы, они должны становиться лучше».

### Письма Кэтрин Бичер
Письма Гримке Кэтрин Бичер начинались как серия эссе, сделанных в ответ на «Очерк рабства и аболиционизма со ссылкой на обязанности американских женщин», адресованный непосредственно Гримке. Серия ответов, последовавших за эссе Бичер, была написана при моральной поддержке её будущего мужа, Уэлда, и была опубликована в «Освободителе», в 1838 году перепечатана в виде книги Исааком Кнаппом, типографом «Освободителя». В своем эссе Бичер выступает против участия женщин в аболиционистском движении на том основании, что женщины занимают подчиненное положение по сравнению с мужчинами как «благодетельный и неизменный Божественный закон». В нём утверждается: «Мужчины — подходящие люди, чтобы апеллировать к правителям, которых они назначают … [женщины] определённо не на своем месте, пытаясь сделать это сами». Ответы Гримке были защитой как аболиционистских, так и феминистских движений. Аргументы, выдвинутые в поддержку аболиционизма, отражают многие моменты, которые Уэлд высказал в дебатах в Теологической семинарии Лейн (Lane Theological Seminary). Открыто критикуя Американское общество колонизации, Гримке заявляет о своей личной признательности к цветным людям и пишет: «Я хочу, чтобы они остались в этой стране, потому что я люблю цветных американцев, и чтобы они были счастливы; я пытаюсь заговорить с ними, записать и преодолеть этот ужасный предрассудок». Письма Гримке широко известны как ранний феминистский аргумент, хотя только два из них касаются феминизма и избирательного права женщин. Послание XII отражает некоторые элементы риторического стиля Декларации независимости и свидетельствует о религиозных ценностях Гримке. Она утверждает, что все люди являются моральными существами и должны рассматриваться как таковые, независимо от их пола: «Измерьте её права и обязанности по безошибочному стандарту морального существа … и тогда истина станет очевидной, как поступает мужчина с моральной точки зрения, так и женщина поступает с той же моралью. Я не признаю никаких прав, кроме прав человека — я ничего не знаю о правах мужчин и прав женщин, потому что во Христе Иисусе нет ни мужчины, ни женщины. Мое личное убеждение, что до тех пор, пока этот принцип равенства не будет признан и воплощен на практике, Церковь не сможет сделать ничего действенного для постоянного преобразования мира». Гримке прямо отвечает на аргумент Бичера о месте женщин во всех сферах человеческой деятельности: «Я считаю, что женщина имеет право голоса во всех законах и постановлениях, которыми она должна руководствоваться, будь то в церкви или государстве. И что нынешнее устройство общества по этим вопросам является нарушением прав человека, узурпацией власти, насильственным захватом и конфискацией того, что свято и неотъемлемо принадлежит ей».

#### Американское рабство как оно есть
В 1839 году она, её муж Теодор Дуайт Уэлд и сестра Сара опубликовали работу «Американское рабство как оно есть», энциклопедию жестокого обращения с рабами, ставшую вторым по значимости произведением в аболиционистской литературе после «Хижины дяди Тома» (1852 г.) Гарриет Бичер-Стоу.

## Личная жизнь
В 1831 году за Гримке ухаживал Эдвард Беттл, сын Сэмюэля Беттла и Джейн Темпл Беттл, семьи выдающихся православных друзей. В записях из дневников можно найти информацию, что Беттл намеревался жениться на Гримке, хотя на самом деле он никогда не делал ей такого предложения. Однако летом 1832 года в Филадельфии разразилась крупная эпидемия холеры. Гримке согласилась принять двоюродную сестру Беттла Элизабет Уолтон, которая, в то время была никому не известна, умирала от болезни. Беттл, который регулярно навещал её, заразился и вскоре умер от неё. Гримке была убита горем и направила всю свою энергию на активную деятельность.
Гримке впервые встретилась с Теодором Уэлдом в октябре 1836 года, на учебном собрании аболиционистов в Огайо, которое вел Уэлд. Она была очень впечатлена речами Уэлда и написала в письме другу, что он был «человеком, воспитанным Богом и прекрасно подходящим для того, чтобы защищать угнетенных». За два года до свадьбы Уэлд поощрял активность Гримке, организовывая многие из её лекций и публиковал её сочинения. Они признались в любви друг к другу в письмах в феврале 1838 года. Гримке написала Уэлду, что она не знает, почему она ему не нравится. Он ответил: «Вы полны гордости и гнева», а затем в письмах, вдвое больших, чем остальные, написал: «И я любил вас с тех пор, как впервые встретил вас». 14 мая 1838 года, за два дня до её выступления в Пенсильвании, они поженились в Филадельфии в присутствии чернокожего и белого священников.
Хотя Уэлд, как говорили, поддерживал желание Гримке оставаться политически активным после их брака, Гримке в конце концов уступила и занялась семейной жизнью, возможно из-за её слабого здоровья. Сара жила с парой в Нью-Джерси, и сестры продолжали переписываться и навещать своих друзей из аболиционистов и новых движений за права женщин. У них дома была школа, а позже и школа-интернат в утопической общине Раритан Бэй Юнион. В школе учили детей других известных аболиционистов, в том числе Элизабет Кейди Стэнтон. В годы после гражданской войны они собрали средства для оплаты последипломного образования своих двух племянников смешанной расы, сыновей их брата Генри В. Гримке (1801—1852) и порабощенной женщины, которой он владел. Сестры заплатили за обучение Арчибальду Генри Гримке и преподобному Фрэнсису Джеймсу Гримке, чтобы они учились в Гарвардской школе права и Принстонской духовной семинарии соответственно. Арчибальд стал юристом, а позже послом в Гаити, а Фрэнсис стал пресвитерианским министром. Оба стали ведущими борцами за гражданские права. Дочь Арчибальда, Анджелина Уэлд Гримке, стала поэтессой и писателем.

## Архивные материалы
Документы семьи Гримке хранятся в Историческом обществе Южной Каролины, Чарльстон, Южная Каролина. Документы Уэлда — Гримке принадлежат Библиотеке Уильяма Л. Клементса, Мичиганский университет, Анн-Арбор, штат Мичиган.

#### Наследие
«История избирательного права женщин» (1881 г.) посвящена памяти Сары и Анджелины Гримке.
Гримке, как и её сестра Сара, в последние годы начала получать заслуженное признание. Гримке увековечена в художественной композиции Джуди Чикаго «Вечеринка за ужином». В 1998 году Гримке была внесена в Национальный зал славы женщин.
В ноябре 2019 года недавно реконструированный мост через реку Непонсет в Гайд-парке был переименован в честь сестер Гримке. Сейчас он известен как Мост сестер Гримке.

#### В культуре
Анджелина Гримке Уэлд, хотя и не сценический персонаж, много раз упоминается в пьесе Айн Гордон «Если бы она стояла» в 2013 году, созданной по заказу Художественного центра Painted Bride в Филадельфии, персонажами Сары Мур Гримке и Анджелины Уэлд Гримке. Анджелина Гримке Уэлд — также известный персонаж в романе Сью Монк Кидд «Изобретение крыльев», в котором рассказывается о Саре Мур Гримке и рабыне из дома Гримке по имени Горстка.